# Ingrid Daubechies
Ingrid Daubechies (Houthalen-Helchteren, 17 d'agost de 1954) és una matemàtica i física belga. Ha realitzat importants aportacions en el camp de les ondetes en imatges.

## Biografia
Ingrid Daubechies va néixer a Houthalen-Helchteren (Bèlgica), filla de Marcel Daubechies, enginyer de mines, i Simonne Duran, criminòloga.
Va estudiar física a la Vrije Universiteit Brussel (la universitat de Brussel·les en llengua flamenca), on també es va doctorar en física teòrica el 1980, i en la qual també va estar investigant fins a 1987, any en què es va casar amb el també matemàtic Robert Calderbank. El matrimoni es traslladà als Estats Units, on Daubechies recalà en els Laboratoris Bell de Nova Jersey i en diverses universitats nord-americanes. El 1993 començà a treballar com a professora de matemàtica computacional a la Universitat de Princeton fins a 2011, que es traslladà a la Universitat Duke, on va guanyar la càtedra de matemàtiques.
En 2012, el rei Albert II de Bèlgica va concedir-li el títol de baronessa.
Ingrid Daubechies és membre de nombroses institucions. Va ser la primera dona matemàtica a presidir la Unió Matemàtica Internacional (des de 2011). El 1993 va ser admesa a l'Acadèmia Nord-americana de les Arts i les Ciències, el 1998 a l'Acadèmia Nacional de Ciències dels Estats Units i el 2012 a la Societat Nord-americana de Matemàtica. A més, ha estat convidada a participar en moltes ocasions al Congrés Internacional de Matemàtiques.

## Obra científiques. Les ondetes
Ingrid Daubechies ha treballat en el camp de les ondetes, eines que permeten l'anàlisi de senyals per lliurar informació temporal i freqüencial de manera gairebé simultània. El 1988, Daubechies va proposar la ondeta ortogonal amb suport compacte (coneguda com a ondícula Daubechies), i el 1992 la ondeta biortogonal, també coneguda com a ondeta CDF (Cohen-Daubechies-Feauveau), emprada per al format de compressió d'imatges JPEG 2000.
Aquestes eines matemàtiques permeten fer recerca i avançar tant en matemàtica teòrica com en matemàtica aplicada, ja que serveix en la demostració tant de teoremes com en el desenvolupament de les telecomunicacions, tant en àudio com en vídeo, i fins a l'àmbit biosanitari, amb transmissió de dades d'imatges sanitàries. Així, per exemple, la seva recerca és a la base del cinema digital, per tal com permet transferir grans quantitats d'informació visual sense perdre qualitat. Entre moltes altres aplicacions a la vida quotidiana, hi ha també la prevenció de terratrèmols, o de tumors, la meteorologia o l'estudi de l'ADN.

## Premis i reconeixements
Daubechies ha rebut molts premis, entre els quals, al 1984, el Premi Louis Empain de Física; la Medalla de l'Acadèmia Nacional de Ciències, als Estats Units, al 2000; el Premi Nemmers en Matemàtiques de 2012; el Premi Fundació BBVA Fronteres del Coneixement en Ciències Bàsiques 2012 al costat de David Mumford; al 2013, la beca Guggenheim, als Estats Units o al 2016, el Premi Math+X de la Fundació Simons, als Estats Units. Ha rebut, també, al 1997, el Premi Ruth Lyttle Satter de Matemàtiques, que atorga la Societat Americana de Matemàtiques: o, al 2011, la Medalla Benjamin Franklin.
El 2020 va rebre el Premi Princesa d'Astúries de Recerca Científica i Tècnica per «haver realitzat contribucions pioneres i transcendentals a les teories i tècniques modernes del processament matemàtic de dades i senyals». Al 2023 va guanyar el Premi Wolf en Matemàtiques pel seu treball en la creació i el desenvolupament de «la teoria wavelet i l’anàlisi harmònica aplicada».
És doctora honoris causa per diverses universitats, entre les quals la Universitat Lliure de Brussel·les, l'Escola Politècnica Federal de Lausana, la Universitat Pierre et Marie Curie de París, la Universitat de Gènova, la Universitat de Hasselt, la Universitat Noruega de Ciència i Tecnologia de Trondheim o l'École Normale Supérieure de Lyon.